# Copa Davis 1984
La Copa Davis de 1984 fue la 73.ª edición del torneo de tenis masculino más importante por naciones. Participaron dieciséis equipos en el Grupo Mundial y más de cincuenta en los diferentes grupos regionales.

## Movilidad entre grupos: 1983 a 1984
| Categoría       | Categoría   | Grupos | Grupos | Grupos | Grupos | Grupos | Grupos | Grupos | Grupos | Grupos | Grupos | Grupos | Grupos | Grupos | Grupos | Grupos | Grupos | Grupos | Grupos |
| --------------- | ----------- | --- | --- | --- | --- | --- | --- | --- | --- | --- | --- | --- | --- | --- | --- | --- | --- | --- | --- |
| 1.º             | 1.º         | Mundial · 16 equipos · \| · Alemania Fed. \| · Argentina \| · Australia \| · Checoslovaquia \| \| · Dinamarca \| · Ecuador \| · Estados Unidos \| · Francia \| \| · Gran Bretaña \| · India \| · Italia \| · Nueva Zelanda \| \| · Paraguay \| · Rumania \| · Suecia \| · Yugoslavia \| \| --------------- \| ----------- \| ---------------- \| ---------------- \| | Mundial · 16 equipos · \| · Alemania Fed. \| · Argentina \| · Australia \| · Checoslovaquia \| \| · Dinamarca \| · Ecuador \| · Estados Unidos \| · Francia \| \| · Gran Bretaña \| · India \| · Italia \| · Nueva Zelanda \| \| · Paraguay \| · Rumania \| · Suecia \| · Yugoslavia \| \| --------------- \| ----------- \| ---------------- \| ---------------- \| | Mundial · 16 equipos · \| · Alemania Fed. \| · Argentina \| · Australia \| · Checoslovaquia \| \| · Dinamarca \| · Ecuador \| · Estados Unidos \| · Francia \| \| · Gran Bretaña \| · India \| · Italia \| · Nueva Zelanda \| \| · Paraguay \| · Rumania \| · Suecia \| · Yugoslavia \| \| --------------- \| ----------- \| ---------------- \| ---------------- \| | Mundial · 16 equipos · \| · Alemania Fed. \| · Argentina \| · Australia \| · Checoslovaquia \| \| · Dinamarca \| · Ecuador \| · Estados Unidos \| · Francia \| \| · Gran Bretaña \| · India \| · Italia \| · Nueva Zelanda \| \| · Paraguay \| · Rumania \| · Suecia \| · Yugoslavia \| \| --------------- \| ----------- \| ---------------- \| ---------------- \| | Mundial · 16 equipos · \| · Alemania Fed. \| · Argentina \| · Australia \| · Checoslovaquia \| \| · Dinamarca \| · Ecuador \| · Estados Unidos \| · Francia \| \| · Gran Bretaña \| · India \| · Italia \| · Nueva Zelanda \| \| · Paraguay \| · Rumania \| · Suecia \| · Yugoslavia \| \| --------------- \| ----------- \| ---------------- \| ---------------- \| | Mundial · 16 equipos · \| · Alemania Fed. \| · Argentina \| · Australia \| · Checoslovaquia \| \| · Dinamarca \| · Ecuador \| · Estados Unidos \| · Francia \| \| · Gran Bretaña \| · India \| · Italia \| · Nueva Zelanda \| \| · Paraguay \| · Rumania \| · Suecia \| · Yugoslavia \| \| --------------- \| ----------- \| ---------------- \| ---------------- \| | Mundial · 16 equipos · \| · Alemania Fed. \| · Argentina \| · Australia \| · Checoslovaquia \| \| · Dinamarca \| · Ecuador \| · Estados Unidos \| · Francia \| \| · Gran Bretaña \| · India \| · Italia \| · Nueva Zelanda \| \| · Paraguay \| · Rumania \| · Suecia \| · Yugoslavia \| \| --------------- \| ----------- \| ---------------- \| ---------------- \| | Mundial · 16 equipos · \| · Alemania Fed. \| · Argentina \| · Australia \| · Checoslovaquia \| \| · Dinamarca \| · Ecuador \| · Estados Unidos \| · Francia \| \| · Gran Bretaña \| · India \| · Italia \| · Nueva Zelanda \| \| · Paraguay \| · Rumania \| · Suecia \| · Yugoslavia \| \| --------------- \| ----------- \| ---------------- \| ---------------- \| | Mundial · 16 equipos · \| · Alemania Fed. \| · Argentina \| · Australia \| · Checoslovaquia \| \| · Dinamarca \| · Ecuador \| · Estados Unidos \| · Francia \| \| · Gran Bretaña \| · India \| · Italia \| · Nueva Zelanda \| \| · Paraguay \| · Rumania \| · Suecia \| · Yugoslavia \| \| --------------- \| ----------- \| ---------------- \| ---------------- \| | Mundial · 16 equipos · \| · Alemania Fed. \| · Argentina \| · Australia \| · Checoslovaquia \| \| · Dinamarca \| · Ecuador \| · Estados Unidos \| · Francia \| \| · Gran Bretaña \| · India \| · Italia \| · Nueva Zelanda \| \| · Paraguay \| · Rumania \| · Suecia \| · Yugoslavia \| \| --------------- \| ----------- \| ---------------- \| ---------------- \| | Mundial · 16 equipos · \| · Alemania Fed. \| · Argentina \| · Australia \| · Checoslovaquia \| \| · Dinamarca \| · Ecuador \| · Estados Unidos \| · Francia \| \| · Gran Bretaña \| · India \| · Italia \| · Nueva Zelanda \| \| · Paraguay \| · Rumania \| · Suecia \| · Yugoslavia \| \| --------------- \| ----------- \| ---------------- \| ---------------- \| | Mundial · 16 equipos · \| · Alemania Fed. \| · Argentina \| · Australia \| · Checoslovaquia \| \| · Dinamarca \| · Ecuador \| · Estados Unidos \| · Francia \| \| · Gran Bretaña \| · India \| · Italia \| · Nueva Zelanda \| \| · Paraguay \| · Rumania \| · Suecia \| · Yugoslavia \| \| --------------- \| ----------- \| ---------------- \| ---------------- \| | Mundial · 16 equipos · \| · Alemania Fed. \| · Argentina \| · Australia \| · Checoslovaquia \| \| · Dinamarca \| · Ecuador \| · Estados Unidos \| · Francia \| \| · Gran Bretaña \| · India \| · Italia \| · Nueva Zelanda \| \| · Paraguay \| · Rumania \| · Suecia \| · Yugoslavia \| \| --------------- \| ----------- \| ---------------- \| ---------------- \| | Mundial · 16 equipos · \| · Alemania Fed. \| · Argentina \| · Australia \| · Checoslovaquia \| \| · Dinamarca \| · Ecuador \| · Estados Unidos \| · Francia \| \| · Gran Bretaña \| · India \| · Italia \| · Nueva Zelanda \| \| · Paraguay \| · Rumania \| · Suecia \| · Yugoslavia \| \| --------------- \| ----------- \| ---------------- \| ---------------- \| | Mundial · 16 equipos · \| · Alemania Fed. \| · Argentina \| · Australia \| · Checoslovaquia \| \| · Dinamarca \| · Ecuador \| · Estados Unidos \| · Francia \| \| · Gran Bretaña \| · India \| · Italia \| · Nueva Zelanda \| \| · Paraguay \| · Rumania \| · Suecia \| · Yugoslavia \| \| --------------- \| ----------- \| ---------------- \| ---------------- \| | Mundial · 16 equipos · \| · Alemania Fed. \| · Argentina \| · Australia \| · Checoslovaquia \| \| · Dinamarca \| · Ecuador \| · Estados Unidos \| · Francia \| \| · Gran Bretaña \| · India \| · Italia \| · Nueva Zelanda \| \| · Paraguay \| · Rumania \| · Suecia \| · Yugoslavia \| \| --------------- \| ----------- \| ---------------- \| ---------------- \| | Mundial · 16 equipos · \| · Alemania Fed. \| · Argentina \| · Australia \| · Checoslovaquia \| \| · Dinamarca \| · Ecuador \| · Estados Unidos \| · Francia \| \| · Gran Bretaña \| · India \| · Italia \| · Nueva Zelanda \| \| · Paraguay \| · Rumania \| · Suecia \| · Yugoslavia \| \| --------------- \| ----------- \| ---------------- \| ---------------- \| | Mundial · 16 equipos · \| · Alemania Fed. \| · Argentina \| · Australia \| · Checoslovaquia \| \| · Dinamarca \| · Ecuador \| · Estados Unidos \| · Francia \| \| · Gran Bretaña \| · India \| · Italia \| · Nueva Zelanda \| \| · Paraguay \| · Rumania \| · Suecia \| · Yugoslavia \| \| --------------- \| ----------- \| ---------------- \| ---------------- \| |
| 2.º             | 2.º         | Zona de Europa y África A · 12 equipos · Austria · Grecia · Israel · Mónaco · Noruega · Polonia · Portugal · (N) Senegal · Suiza · Túnez · Unión Soviética · Zimbabue · | Zona de Europa y África B · 12 equipos · Argelia · Bélgica · Bulgaria · Egipto · España · Finlandia · Hungría · Irlanda · Luxemburgo · Marruecos · Países Bajos · Turquía · | Zona de Oriente · 12 equipos · China · China Taipéi · Corea del Sur · Filipinas · Hong Kong · Indonesia · Japón · Malasia · Pakistán · (N) Singapur · Sri Lanka · Tailandia · | Zona de América · 9 equipos · Brasil · Canadá · Chile · Colombia · Indias Occ./Caribe · México · Perú · Uruguay · Venezuela · | | | | | | | | | | | | | | |
| · Alemania Fed. | · Argentina | · Australia | · Checoslovaquia | | | | | | | | | | | | | | | | |
| · Dinamarca     | · Ecuador   | · Estados Unidos | · Francia | | | | | | | | | | | | | | | | |
| · Gran Bretaña  | · India     | · Italia | · Nueva Zelanda | | | | | | | | | | | | | | | | |
| · Paraguay      | · Rumania   | · Suecia | · Yugoslavia | | | | | | | | | | | | | | | | |

## Grupo Mundial
|  | Octavos de final | Octavos de final |                |   | Cuartos de final | Cuartos de final |  |  | Semifinales      | Semifinales      |  |  | Final           | Final           |
|  | 24-26 febrero    | 24-26 febrero    |                |   | 13-15 julio      | 13-15 julio      |  |  | 28-30 septiembre | 28-30 septiembre |  |  | 16-18 diciembre | 16-18 diciembre |
|  |                  |                  |                |   |                  |                  |  |  |                  |                  |  |  |                 |                 |
|  |                  |                  |                |   |                  |                  |  |  |                  |                  |  |  |                 |                 |
|  |                  |                  |                |   |                  |                  |  |  |                  |                  |  |  |                 |                 |
|  | Australia        | 5                |                |   |                  |                  |  |  |                  |                  |  |  |                 |                 |
|  | Australia        | 5                |                |   |                  |                  |  |  |                  |                  |  |  |                 |                 |
|  | Yugoslavia       | 0                |                |   |                  |                  |  |  |                  |                  |  |  |                 |                 |
|  | Yugoslavia       | 0                | Australia      | 5 |                  |                  |  |  |                  |                  |  |  |                 |                 |
|  |                  |                  |                | 5 |                  |                  |  |  |                  |                  |  |  |                 |                 |
|  |                  | Italia           | 0              |   |                  |                  |  |  |                  |                  |  |  |                 |                 |
|  | Italia           | Italia           | 0              | 3 |                  |                  |  |  |                  |                  |  |  |                 |                 |
|  | Italia           |                  |                | 3 |                  |                  |  |  |                  |                  |  |  |                 |                 |
|  | Gran Bretaña     | 2                |                |   |                  |                  |  |  |                  |                  |  |  |                 |                 |
|  | Gran Bretaña     | 2                | Australia      | 1 |                  |                  |  |  |                  |                  |  |  |                 |                 |
|  |                  |                  |                | 1 |                  |                  |  |  |                  |                  |  |  |                 |                 |
|  |                  | Estados Unidos   | 4              |   |                  |                  |  |  |                  |                  |  |  |                 |                 |
|  | Argentina        | Estados Unidos   | 4              | 4 |                  |                  |  |  |                  |                  |  |  |                 |                 |
|  | Argentina        |                  |                | 4 |                  |                  |  |  |                  |                  |  |  |                 |                 |
|  | Alemania Fed.    | 1                |                |   |                  |                  |  |  |                  |                  |  |  |                 |                 |
|  | Alemania Fed.    | 1                | Argentina      | 0 |                  |                  |  |  |                  |                  |  |  |                 |                 |
|  |                  |                  |                | 0 |                  |                  |  |  |                  |                  |  |  |                 |                 |
|  |                  | Estados Unidos   | 5              |   |                  |                  |  |  |                  |                  |  |  |                 |                 |
|  | Rumanía          | Estados Unidos   | 5              | 0 |                  |                  |  |  |                  |                  |  |  |                 |                 |
|  | Rumanía          |                  |                | 0 |                  |                  |  |  |                  |                  |  |  |                 |                 |
|  | Estados Unidos   | 5                |                |   |                  |                  |  |  |                  |                  |  |  |                 |                 |
|  | Estados Unidos   | 5                | Estados Unidos | 1 |                  |                  |  |  |                  |                  |  |  |                 |                 |
|  |                  |                  |                | 1 |                  |                  |  |  |                  |                  |  |  |                 |                 |
|  |                  | Suecia           | 4              |   |                  |                  |  |  |                  |                  |  |  |                 |                 |
|  | Dinamarca        | Suecia           | 4              | 0 |                  |                  |  |  |                  |                  |  |  |                 |                 |
|  | Dinamarca        |                  |                | 0 |                  |                  |  |  |                  |                  |  |  |                 |                 |
|  | Checoslovaquia   | 5                |                |   |                  |                  |  |  |                  |                  |  |  |                 |                 |
|  | Checoslovaquia   | 5                | Checoslovaquia | 3 |                  |                  |  |  |                  |                  |  |  |                 |                 |
|  |                  |                  |                | 3 |                  |                  |  |  |                  |                  |  |  |                 |                 |
|  |                  | Francia          | 2              |   |                  |                  |  |  |                  |                  |  |  |                 |                 |
|  | India            | Francia          | 2              | 1 |                  |                  |  |  |                  |                  |  |  |                 |                 |
|  | India            |                  |                | 1 |                  |                  |  |  |                  |                  |  |  |                 |                 |
|  | Francia          | 4                |                |   |                  |                  |  |  |                  |                  |  |  |                 |                 |
|  | Francia          | 4                | Checoslovaquia | 0 |                  |                  |  |  |                  |                  |  |  |                 |                 |
|  |                  |                  |                | 0 |                  |                  |  |  |                  |                  |  |  |                 |                 |
|  |                  | Suecia           | 5              |   |                  |                  |  |  |                  |                  |  |  |                 |                 |
|  | Paraguay         | Suecia           | 5              | 3 |                  |                  |  |  |                  |                  |  |  |                 |                 |
|  | Paraguay         |                  |                | 3 |                  |                  |  |  |                  |                  |  |  |                 |                 |
|  | Nueva Zelanda    | 2                |                |   |                  |                  |  |  |                  |                  |  |  |                 |                 |
|  | Nueva Zelanda    | 2                | Paraguay       | 1 |                  |                  |  |  |                  |                  |  |  |                 |                 |
|  |                  |                  |                | 1 |                  |                  |  |  |                  |                  |  |  |                 |                 |
|  |                  | Suecia           | 4              |   |                  |                  |  |  |                  |                  |  |  |                 |                 |
|  | Ecuador          | Suecia           | 4              | 1 |                  |                  |  |  |                  |                  |  |  |                 |                 |
|  | Ecuador          |                  |                | 1 |                  |                  |  |  |                  |                  |  |  |                 |                 |
|  | Suecia           | 4                |                |   |                  |                  |  |  |                  |                  |  |  |                 |                 |
|  | Suecia           | 4                |                |   |                  |                  |  |  |                  |                  |  |  |                 |                 |

- En cursiva equipos que juegan de local.

## Final
| | Suecia | 4                           | 1  | Estados Unidos |   |   |
| --- | ------ | --------------------------- | -- | -------------- | - | - |
| Scandinavium, Gothenburg, Suecia 16 al 18 de diciembre de 1984 |        |                             |    |                |   |   |
| \| 1 \| \| Mats Wilander \| 6 \| 6 \| 6 \| \| \| 1 \| \| Jimmy Connors \| 1 \| 3 \| 3 \| \| \| 2 \| \| Henrik Sundström \| 13 \| 6 \| 6 \| \| \| 2 \| \| John McEnroe \| 11 \| 4 \| 3 \| \| \| 3 \| \| Stefan Edberg-Anders Järryd \| 7 \| 5 \| 6 \| 7 \| \| 3 \| \| Peter Fleming-John McEnroe \| 5 \| 7 \| 2 \| 5 \| \| 4 \| \| Mats Wilander \| 3 \| 7 \| 3 \| \| \| 4 \| \| John McEnroe \| 6 \| 5 \| 6 \| \| \| 5 \| \| Henrik Sundström \| 3 \| 8 \| 6 \| \| \| 5 \| \| Jimmy Arias \| 6 \| 6 \| 3 \| \| |        |                             |    |                |   |   |
| 1 |        | Mats Wilander               | 6  | 6              | 6 |   |
| 1 |        | Jimmy Connors               | 1  | 3              | 3 |   |
| 2 |        | Henrik Sundström            | 13 | 6              | 6 |   |
| 2 |        | John McEnroe                | 11 | 4              | 3 |   |
| 3 |        | Stefan Edberg-Anders Järryd | 7  | 5              | 6 | 7 |
| 3 |        | Peter Fleming-John McEnroe  | 5  | 7              | 2 | 5 |
| 4 |        | Mats Wilander               | 3  | 7              | 3 |   |
| 4 |        | John McEnroe                | 6  | 5              | 6 |   |
| 5 |        | Henrik Sundström            | 3  | 8              | 6 |   |
| 5 |        | Jimmy Arias                 | 6  | 6              | 3 |   |

## Repesca al Grupo Mundial de 1985
Los equipos perdedores de los octavos de final debían jugar entre sí para mantener la categoría.
| Sede de la confrontación | Superficie | Equipo local  | Marcador | Equipo visitante |
| ------------------------ | ---------- | ------------- | -------- | ---------------- |
| Aarhus                   | Arcilla    | Dinamarca     | 2–3      | India            |
| Guayaquil                | Arcilla    | Ecuador       | 4–1      | Nueva Zelanda    |
| Eastbourne               | Césped     | Gran Bretaña  | 1–4      | Yugoslavia       |
| Berlín Oeste             | Arcilla    | Alemania Fed. | 5–0      | Rumanía          |

En lugar de los descendidos, ascendieron al Grupo Mundial los siguientes países:
- Unión Soviética (Ganador de la Zona de Europa/África A)
- España (Ganador de la Zona de Europa/África B)
- Japón (Ganador de la Zona de Oriente)
- Chile (Ganador de la Zona de América)